# Ophiusa trapezium
Ophiusa trapezium là một loài bướm đêm thuộc họ Erebidae. Nó được tìm thấy ở Indo-Australian tropics tới Queensland, quần đảo Bismarck và Nouvelle-Calédonie.
Ấu trùng ăn loài Melaleuca.

## Hình ảnh

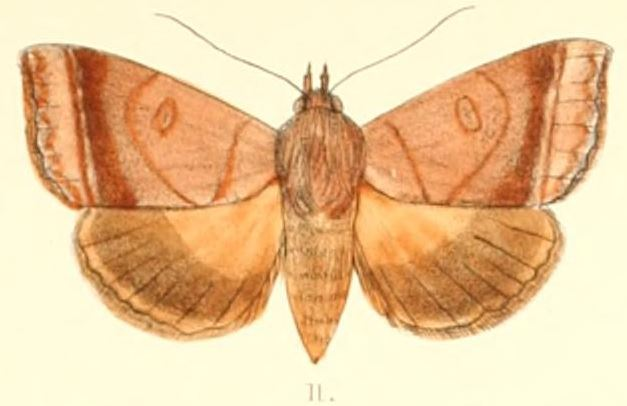
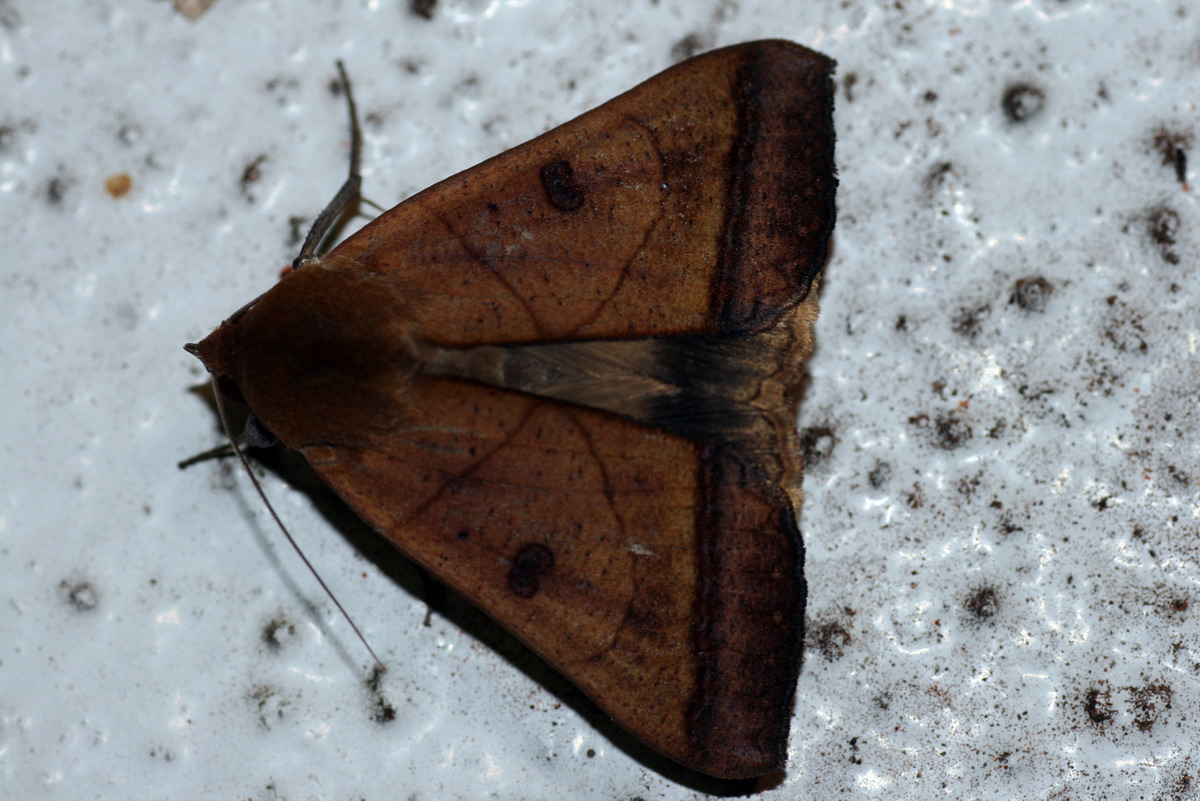
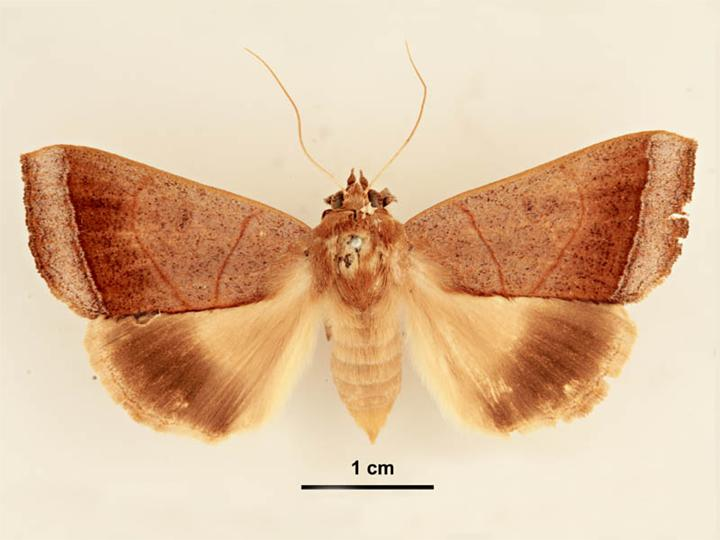
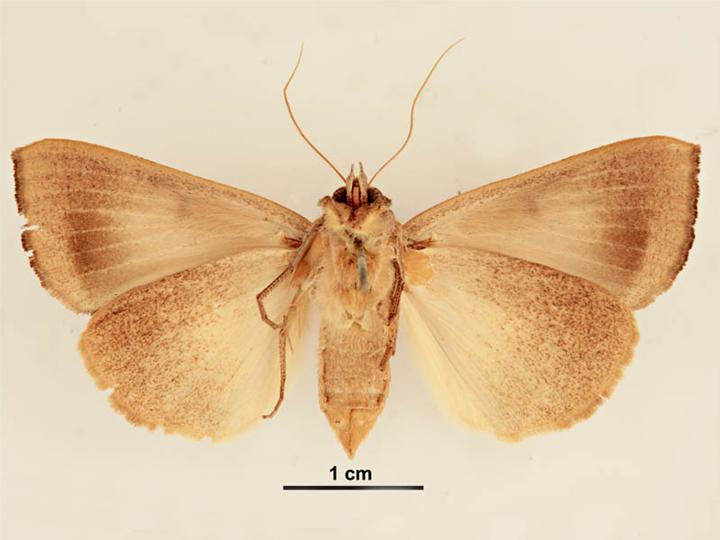